# Mikael Karlberg
Mikael "Challe" Karlberg, född 9 maj 1971 i Västerås, är en svensk före detta ishockeyspelare och numera ishockeytränare. Karlberg spelade sina första matcher i Elitserien 1991–92. Efter en tid i Björklöven värvades Karlberg till Leksands IF 1995. Han är vinnare av Elitseriens poängliga 2002–03, och har spelat nio matcher för det svenska ishockeylandslaget.
Karlbergs moderklubb är Surahammars IF. Han spelade med Västmanlands TV-pucklag 1986. Säsongen 1990/1991 spelade han för IK Westmannia-Köping och noterades för 36 poäng (varav 20 mål) på 30 spelade matcher. Han studerade vid hockeygymnasiet i Västerås och noterades för 16 spelade matcher i Eliteserien säsongen 1991/1992. Han värvades till IF Björklöven säsongen 1993/1994. Säsongen 1995/1996 skrev han kontrakt med Leksands IF, för vilka han representerade i sammanlagt 12 säsonger.
Säsongen 2003/2004 värvades han till HC Fribourg-Gottéron i den schweiziska ishockeyligan NLA. Han svarade för 66 poäng på 48 spelade matcher under sin första säsong i klubben. Säsongen 2005/2006 spelade han för ZSC Lions. Inför säsongen 2006/2007 skrev han på ett treårskontrakt med Leksands IF och utnämndes till lagkapten.
9 april 2009 spelade han sin sista match i karriären. Matchen var Södertälje - Leksand, matchen gick till straffar och Mikael Karlberg satte den avgörande straffen. I denna match sjöng Leksandsfansen för "Challe" i nästintill 60 minuter. 